# La Chapelle-Hugon
Pour les articles homonymes, voir La Chapelle.
La Chapelle-Hugon est une commune française située dans le département du Cher en région Centre-Val de Loire. Ses habitants sont appelés les Cappello-Hugonnais ; le nom de la ville provient du latin cappella (chapelle) et du nom Hugon porté par un abbé ou un ermite.

## Géographie
La commune fait partie du canton de La Guerche-sur-l'Aubois, y compris après 2015.

### Climat
Pour des articles plus généraux, voir Climat du Centre-Val de Loire et Climat du Cher.
En 2010, le climat de la commune est de type climat océanique dégradé des plaines du Centre et du Nord, selon une étude du CNRS s'appuyant sur une série de données couvrant la période 1971-2000. En 2020, Météo-France publie une typologie des climats de la France métropolitaine dans laquelle la commune est exposée à un climat océanique altéré et est dans la région climatique  Centre et contreforts nord du Massif Central, caractérisée par un air sec en été et un bon ensoleillement. 
Pour la période 1971-2000, la température annuelle moyenne est de 10,9 °C, avec une amplitude thermique annuelle de 15,8 °C. Le cumul annuel moyen de précipitations est de 796 mm, avec 11,7 jours de précipitations en janvier et 7,5 jours en juillet. Pour la période 1991-2020, la température moyenne annuelle observée sur la station météorologique la plus proche, située sur la commune de Sancoins à 9 km à vol d'oiseau, est de 11,7 °C et le cumul annuel moyen de précipitations est de 800,9 mm,. Pour l'avenir, les paramètres climatiques de la commune estimés pour 2050 selon différents scénarios d'émission de gaz à effet de serre sont consultables sur un site dédié publié par Météo-France en novembre 2022.

## Urbanisme

### Typologie
Au 1er janvier 2024, La Chapelle-Hugon est catégorisée commune rurale à habitat dispersé, selon la nouvelle grille communale de densité à 7 niveaux définie par l'Insee en 2022.
Elle est située hors unité urbaine. Par ailleurs la commune fait partie de l'aire d'attraction de Nevers, dont elle est une commune de la couronne,. Cette aire, qui regroupe 93 communes, est catégorisée dans les aires de 50 000 à moins de 200 000 habitants,.

### Occupation des sols
L'occupation des sols de la commune, telle qu'elle ressort de la base de données européenne d’occupation biophysique des sols Corine Land Cover (CLC), est marquée par l'importance des territoires agricoles (65,7 % en 2018), une proportion sensiblement équivalente à celle de 1990 (65,6 %). La répartition détaillée en 2018 est la suivante : 
prairies (36,7 %), forêts (34,3 %), terres arables (18,4 %), zones agricoles hétérogènes (10,6 %).
L'évolution de l’occupation des sols de la commune et de ses infrastructures peut être observée sur les différentes représentations cartographiques du territoire : la carte de Cassini (XVIIIe siècle), la carte d'état-major (1820-1866) et les cartes ou photos aériennes de l'IGN pour la période actuelle (1950 à aujourd'hui).

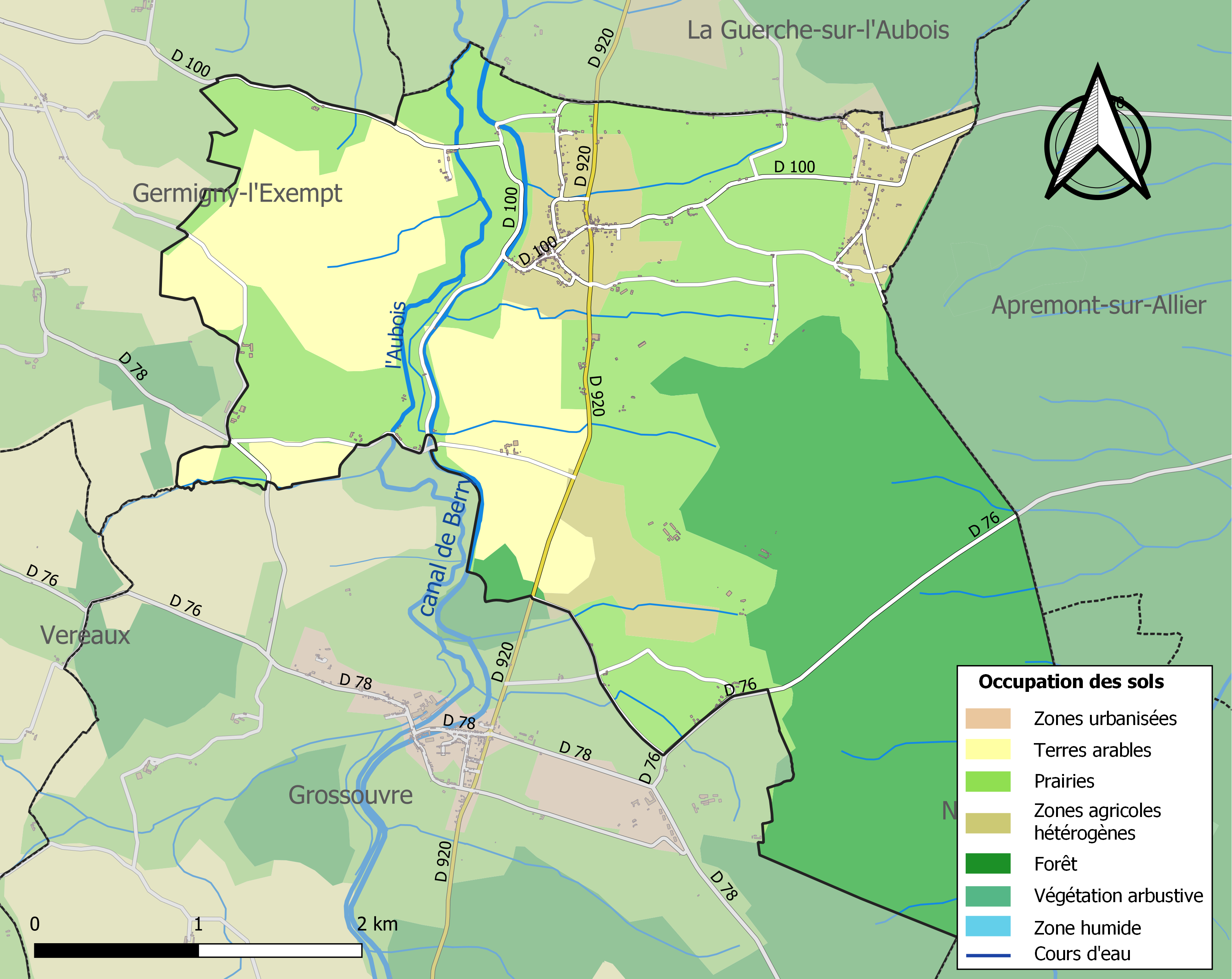
Carte des infrastructures et de l'occupation des sols de la commune en 2018 (CLC).

### Risques majeurs
Le territoire de la commune de La Chapelle-Hugon est vulnérable à différents aléas naturels : météorologiques (tempête, orage, neige, grand froid, canicule ou sécheresse), mouvements de terrains et séisme (sismicité faible). Un site publié par le BRGM permet d'évaluer simplement et rapidement les risques d'un bien localisé soit par son adresse soit par le numéro de sa parcelle.

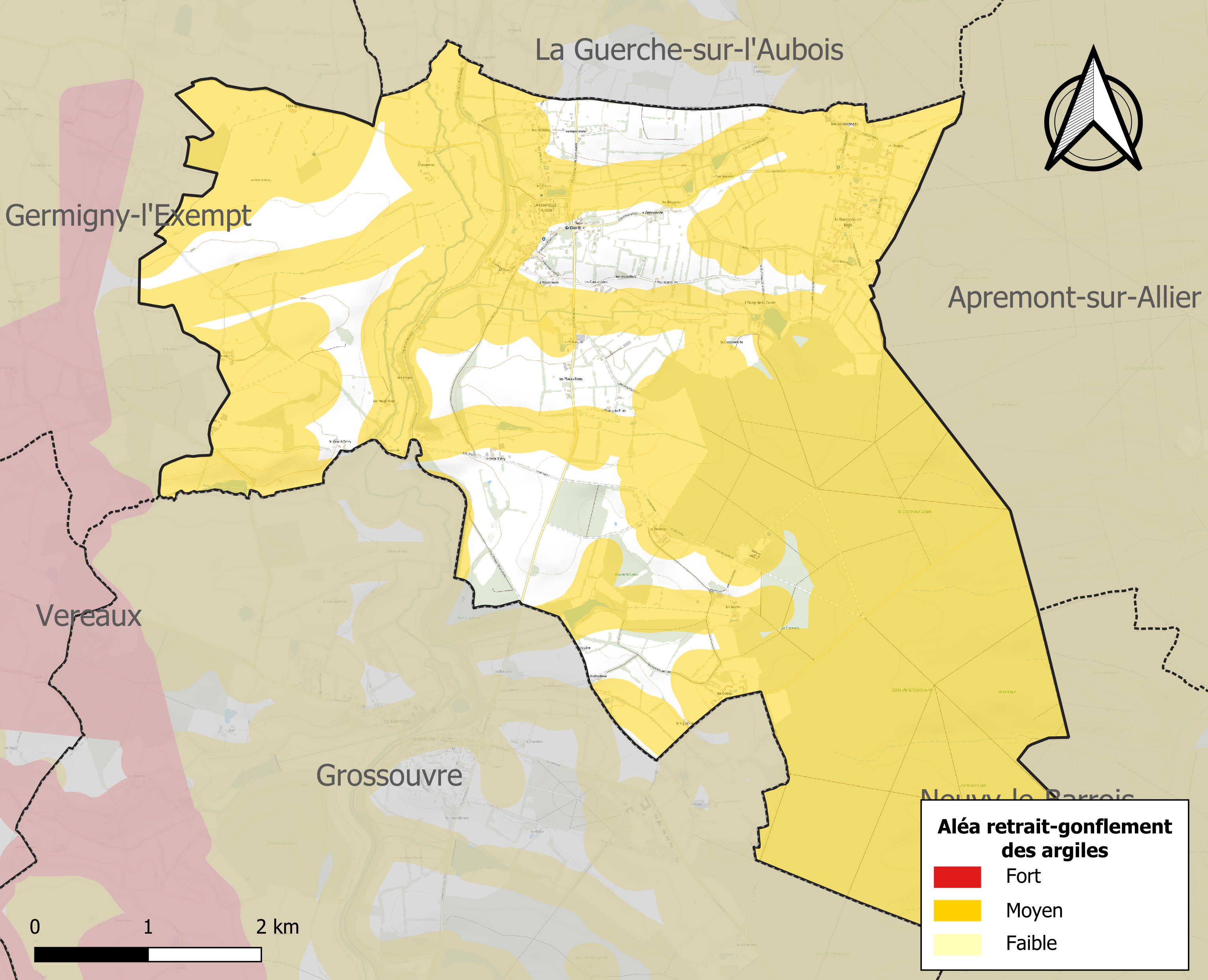
Carte des zones d'aléa retrait-gonflement des sols argileux de La Chapelle-Hugon.

La commune est vulnérable au risque de mouvements de terrains constitué principalement du retrait-gonflement des sols argileux. Cet aléa est susceptible d'engendrer des dommages importants aux bâtiments en cas d’alternance de périodes de sécheresse et de pluie. 79,2 % de la superficie communale est en aléa moyen ou fort (90 % au niveau départemental et 48,5 % au niveau national). Sur les 247 bâtiments dénombrés sur la commune en 2019, 161 sont en aléa moyen ou fort, soit 65 %, à comparer aux 83 % au niveau départemental et 54 % au niveau national. Une cartographie de l'exposition du territoire national au retrait gonflement des sols argileux est disponible sur le site du BRGM,.
Concernant les mouvements de terrains, la commune a été reconnue en état de catastrophe naturelle au titre des dommages causés par la sécheresse en 2018 et par des mouvements de terrain en 1999.

## Histoire

### La ligne de démarcation
La ligne de démarcation séparant la zone libre de la zone occupée passait à La Chapelle-Hugon entre 1940 et 1942.
À la fin de l'année 1942, elle ne servait plus à rien quand les Allemands ont envahi la zone libre.
La ligne de démarcation longeait la rue des Usages jusqu'au lieu-dit Les Auvergnats. Elle suivait le chemin des vignes jusqu'à la départementale D 920 qu'elle traversait. De là, elle rejoignait le moulin de Chézelles.
Rue des Rieaux, il reste une guérite en pierre. Sur le mur du fond, est gravée une croix gammée. C'était un poste frontière allemand.
Aujourd'hui, sur la commune, il y a trois panneaux qui matérialisent cette ligne : un aux Usages, un au bord de la D 920 et un à l'écluse de Chézelles.

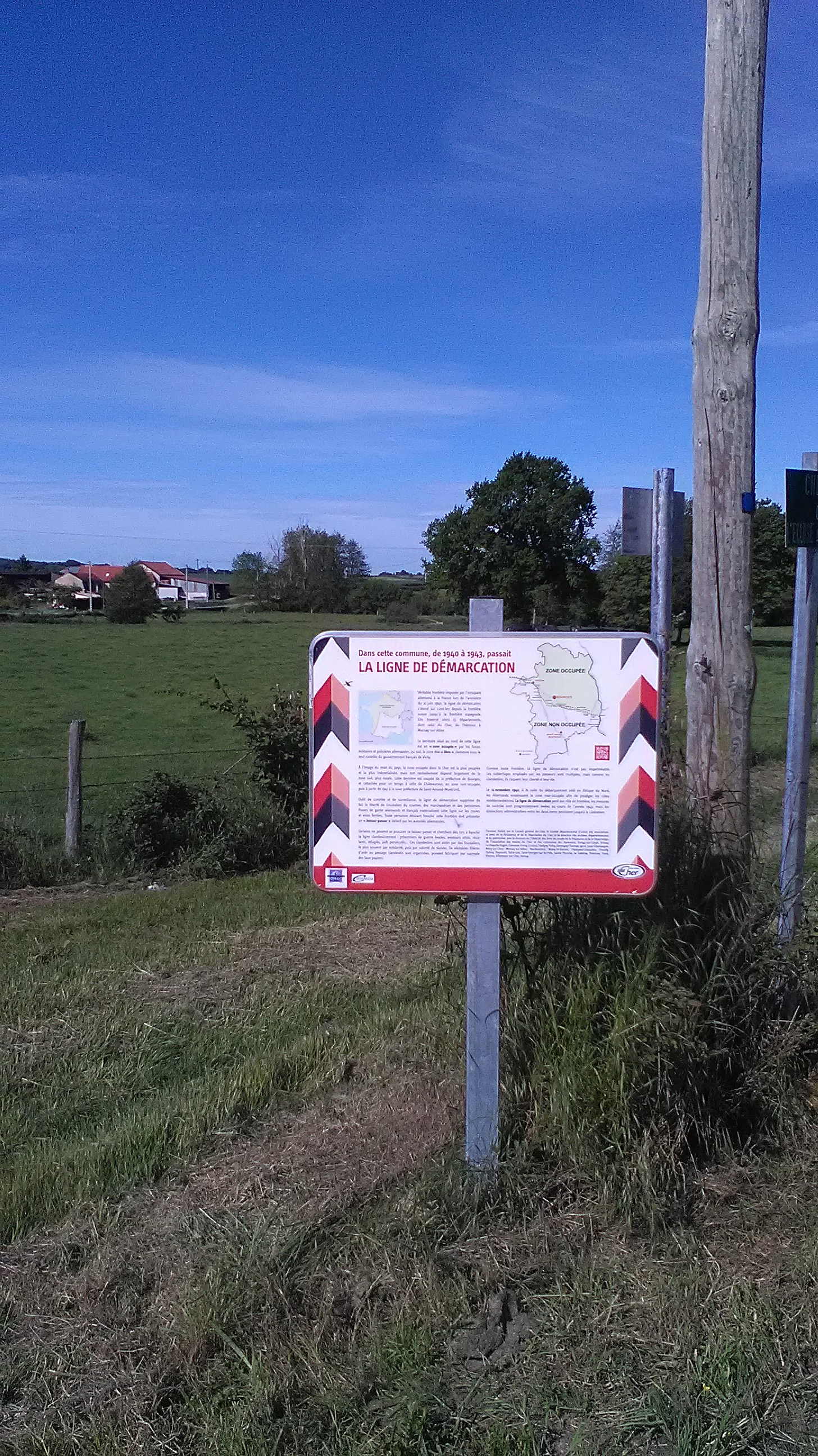
Panneau de la ligne de démarcation dans le Cher.
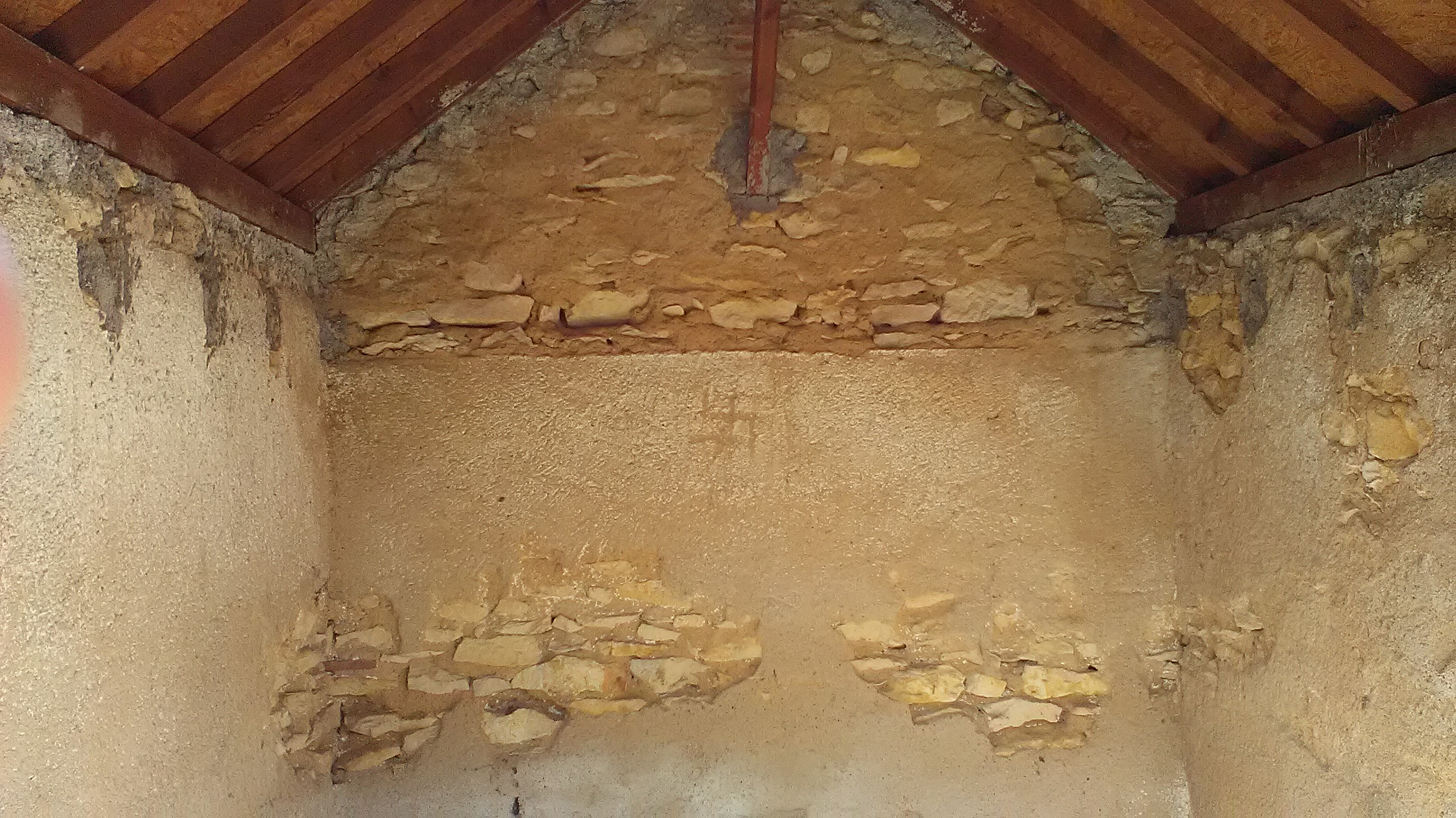
Intérieur d'une guérite allemande.
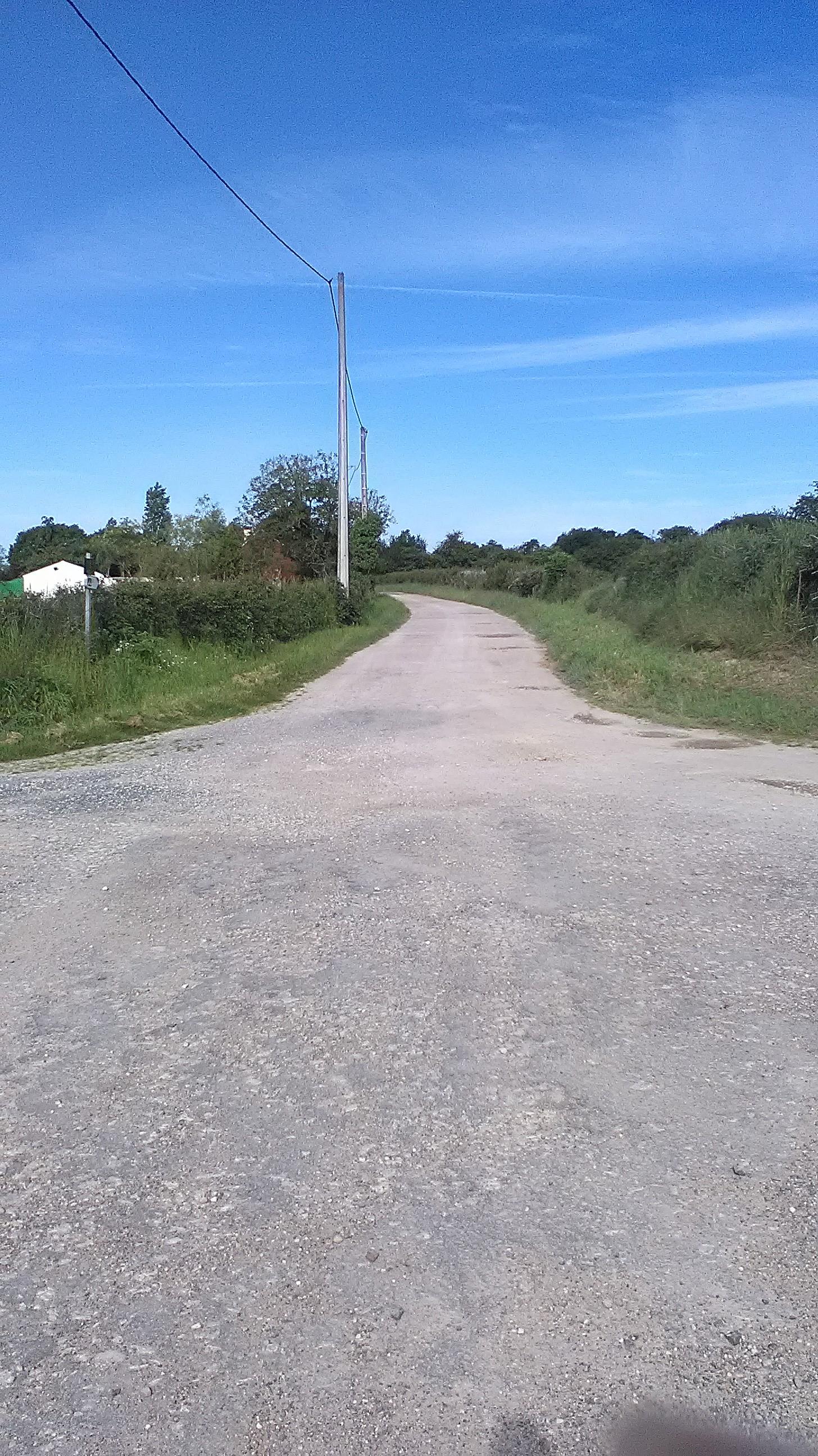
L'entrée du chemin des Vignes.
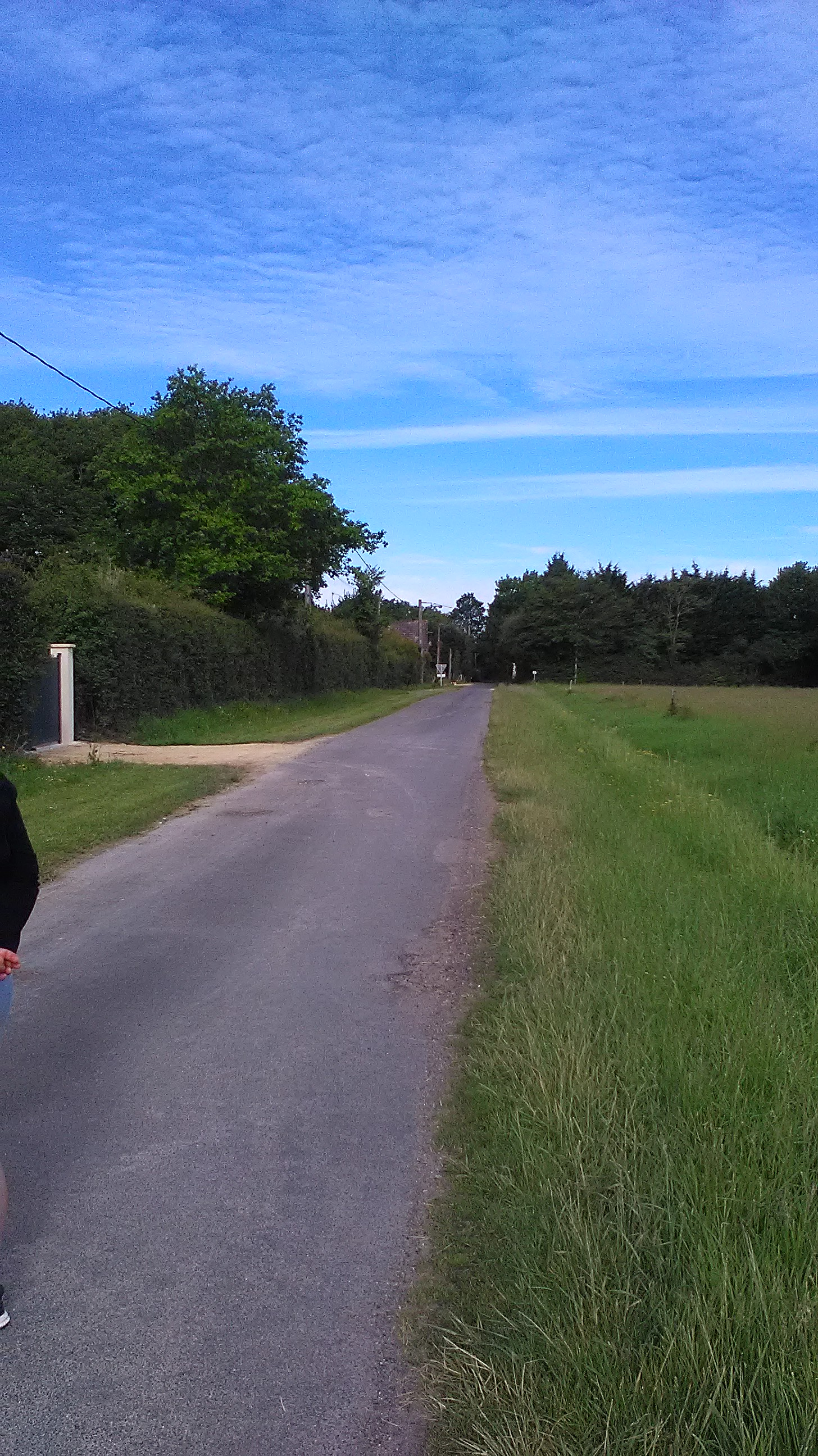
Rue des Usages.
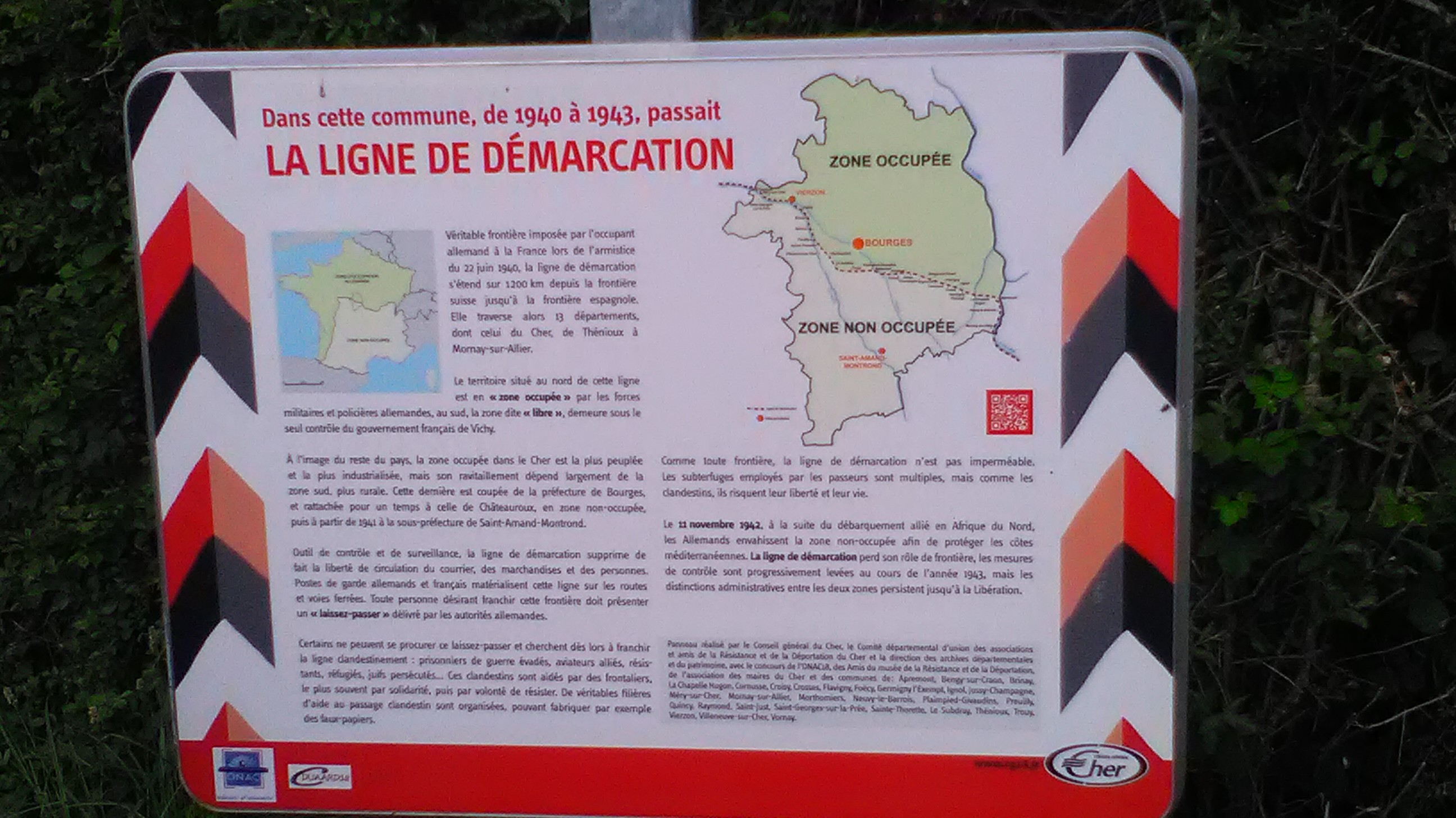
Panneau de la ligne de démarcation à La Chapelle-Hugon.
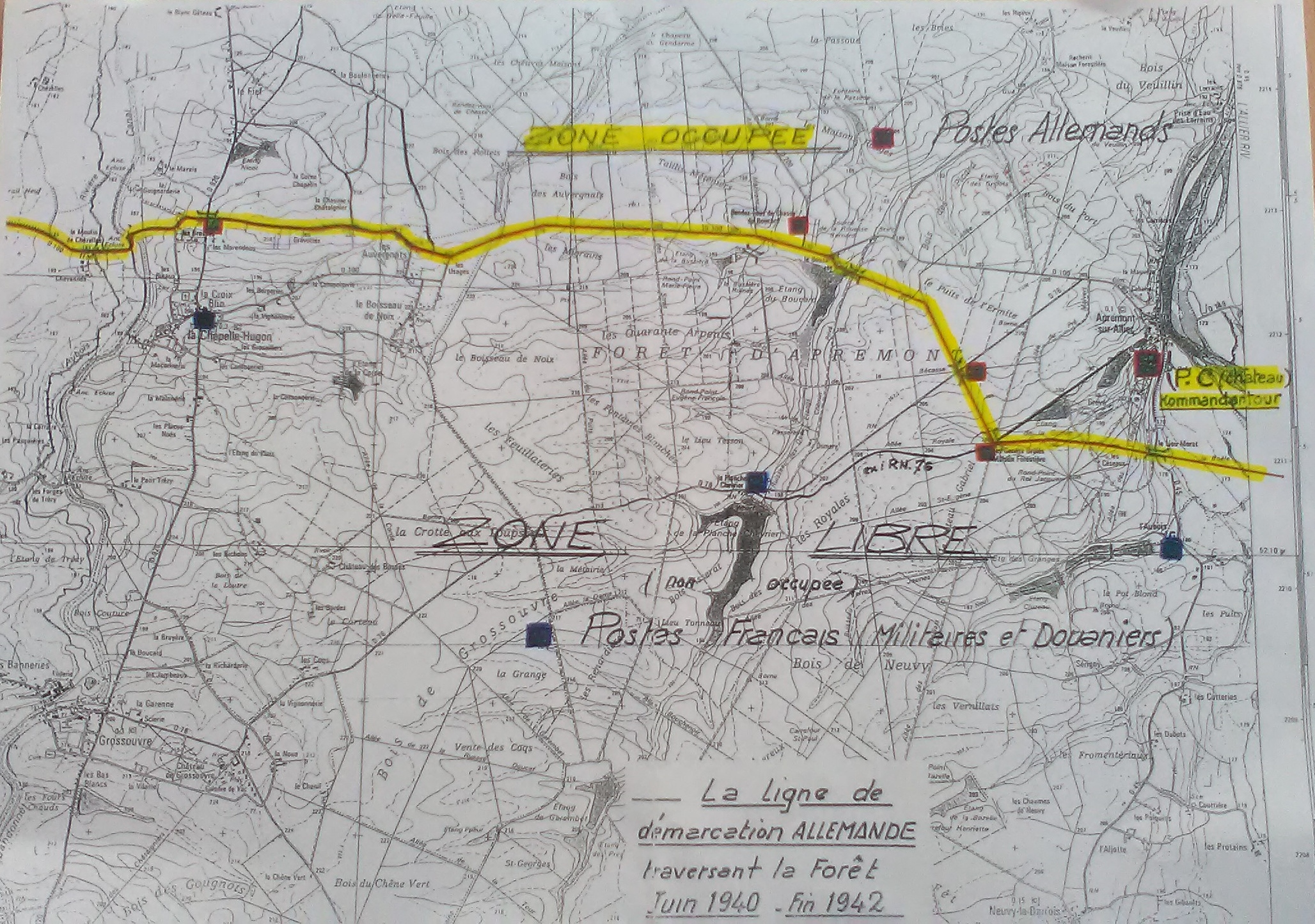
Tracé de la ligne de démarcation sur les communes  d'Apremont-sur-Allier, La Chapelle-Hugon et Germigny-l'Exempt.

## Politique et administration
| Période                                  | Période   | Identité          | Étiquette | Qualité        |
| ---------------------------------------- | --------- | ----------------- | --------- | -------------- |
| Les données manquantes sont à compléter. |           |                   |           |                |
| mars 2001                                | mars 2008 | Jean-Yves Cagnard | DVG       | Instituteur    |
| mars 2008                                | en cours  | Jean-Yves Giot,   |           | Ancien employé |

## Démographie
L'évolution du nombre d'habitants est connue à travers les recensements de la population effectués dans la commune depuis 1793. Pour les communes de moins de 10 000 habitants, une enquête de recensement portant sur toute la population est réalisée tous les cinq ans, les populations de référence des années intermédiaires étant quant à elles estimées par interpolation ou extrapolation. Pour la commune, le premier recensement exhaustif entrant dans le cadre du nouveau dispositif a été réalisé en 2007.

En 2022, la commune comptait 385 habitants, en évolution de −1,53 % par rapport à 2016 (Cher : −2,48 %, France hors Mayotte : +2,11 %).
| 1793 | 1800 | 1806 | 1821 | 1831 | 1836 | 1841 | 1846 | 1851 |
| ---- | ---- | ---- | ---- | ---- | ---- | ---- | ---- | ---- |
| 601  | 549  | 580  | 430  | 751  | 785  | 769  | 853  | 809  |

| 1856 | 1861 | 1866 | 1872 | 1876 | 1881 | 1886 | 1891 | 1896 |
| ---- | ---- | ---- | ---- | ---- | ---- | ---- | ---- | ---- |
| 824  | 782  | 762  | 795  | 746  | 850  | 792  | 751  | 741  |

| 1901 | 1906 | 1911 | 1921 | 1926 | 1931 | 1936 | 1946 | 1954 |
| ---- | ---- | ---- | ---- | ---- | ---- | ---- | ---- | ---- |
| 652  | 632  | 665  | 616  | 591  | 591  | 488  | 506  | 471  |

| 1962 | 1968 | 1975 | 1982 | 1990 | 1999 | 2006 | 2007 | 2012 |
| ---- | ---- | ---- | ---- | ---- | ---- | ---- | ---- | ---- |
| 423  | 366  | 305  | 327  | 364  | 376  | 378  | 379  | 394  |

| 2017 | 2022 | - | - | - | - | - | - | - |
| ---- | ---- | - | - | - | - | - | - | - |
| 387  | 385  | - | - | - | - | - | - | - |

## Culture local et patrimoine

### Lieux et monuments
- Église Saint-Etienne et Saint-Martin, initiée au XIIe siècle, inscrite au titre des monuments historiques par arrêté du 19 février 1926.